# Ivan Randić
Ivan Randić, hrvaški admiral, * 3. december 1911, † 20. junij 1973.

## Življenjepis
Leta 1934 je postal član KPJ. Zaradi revolucionarne dejavnosti je bil obsojen na 4 let zapora. Leta 1941 je bil eden od organizatorjev NOVJ v Dalmaciji. Med vojno je bil na različnih partijsko-političnih položajih.
Po vojni je bil sprva v uradniški službi, a je leta 1947 vstopil nazaj v JA. 